# Wang Zhouyu
Wang Zhouyu (汪周雨S; 13 maggio 1994) è una sollevatrice cinese.

## Palmarès
- Giochi olimpici

Tokyo 2020: oro negli 87 kg.
- Mondiali

Aşgabat 2018: oro nei 76 kg.
Pattaya 2019: oro negli 87 kg.
Bogotà 2022: argento negli 81 kg.
Riad 2023: argento negli 81 kg.
- Campionati asiatici

Phuket 2015: oro nei 75 kg.
Ningbo 2019: oro negli 87 kg.
Tashkent 2020: oro negli 87 kg.
Jinju 2023: argento negli 81 kg.